# Lithosciadium
Lithosciadium là chi thực vật có hoa trong họ Apiaceae.